# Callopistria malagasy
Callopistria malagasy là một loài bướm đêm trong họ Noctuidae.